# Ourebia ourebi kenyae
El oribí de Kenia (Ourebia ourebi kenyae) es una subespecie extinta de oribí (Ourebia ourebi), un mamífero artiodáctilo de la familia Bovidae. Habitaba en las laderas del monte Kenia.